# Riger
Riger – niemiecka grupa muzyczna wykonująca muzykę z gatunku pagan metal. Teksty grupy dotyczą Ásatrú, mitologii nordyckiej i germańskiej oraz wierzeń germańskich i nordyckich. Grupa brała udział m.in. w Ultima Ratio Festival 2006 w Krefeld.
Zespół został rozwiązany w 2015 roku.

## Ostatni skład zespołu
- Ingo Tauer – wokal, growl (1996–2015)
- Christoph Hellmann – gitara (2006–2015)
- Matthias Eschrich – gitara (2011–2015)
- Janko Jentsch – gitara basowa (1996–2015)
- Tom Wenzel – perkusja (2006–2015)

## Byli członkowie
- Roberto Liebig – instrumenty klawiszowe (1996–2000)
- Stefan Schieck – perkusja (1996–2006)
- Peter Patzelt – gitara (1996–2006)
- Nicola Jahn – gitara rytmiczna (1996–2011)
- Alexander Wulke – perkusja (2007–2008)

## Dyskografia
- Die Belagerung (demo, 1996)
- Der Wanderer (1998)
- Hamingja (1999)
- Des Blutes Stimme (2002)
- Gjallar (2004)
- Streyf (2009)